# Carel Boshoff
Carel Willem Hendrik Boshoff (né le 9 novembre 1927 et mort le 16 mars 2011) est un universitaire sud-africain, professeur de théologie à l'université de Pretoria (1968-1988), doyen de la faculté de théologie (1978-1981), président de l'Afrikaner Broederbond (1980-1984), chef du mouvement Voortrekker (1981-1989), créateur du concept du Volkstaat et fondateur en 1991 du village afrikaner d'Orania (province du Cap-du-Nord).
Il est aussi le chef du front de la liberté de la province du Cap-Nord de 1994 à 2003.

## Biographie
Second enfant de Willem Sterrenberg Boshoff et de Anna Maria « Annie » Boshoff, Carel Boshoff est né le 9 novembre 1927 à Nylstroom et passa toute son enfance dans le Waterberg (Transvaal du Nord).
En 1951, il est diplômé de l'université de Pretoria.
En 1954, il épouse Anna Verwoerd (morte en 2007), avec laquelle il aura 6 enfants. Anna Verwoerd était la fille d'Hendrik Verwoerd, considéré comme le « grand architecte de l'apartheid », alors ministre des affaires indigènes dans le gouvernement de Johannes Strijdom, élu du Waterberg et un ami du père de Carel Boshoff.
De 1953 à 1964, il est missionnaire de l'Église réformée hollandaise dans le bantoustan du Venda puis pendant 6 ans à Soweto. En 1968, il obtient un doctorat en sociologie et anthropologie à l'université de Pretoria (1968). Il devient alors professeur au département de théologie de l'université de Pretoria et entre au bureau des relations raciales (South African Bureau for Racial Affairs - SABRA), un think tank conservateur où il approfondit sa théorie sur l'auto-détermination des peuples en tant que communautés ethniques et/ou raciales et qu'il préside de 1972 à 1999.
Ayant pris conscience des limites de l'apartheid, notamment du fait de la position minoritaire des blancs en Afrique du Sud et de l'avènement prochain d'une majorité noire au pouvoir dans le pays, il demeure un adversaire résolu de la mixité raciale au nom de la différence de culture et de monde entre européens et africains et préconise l'accélération de l'auto-détermination des bantoustans pour permettre aux blancs d'être artificiellement majoritaires sur le reste du territoire afin de demander eux-mêmes leur propre auto-détermination.

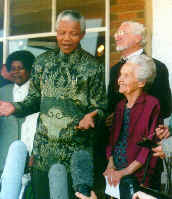
Nelson Mandela, président d'Afrique du Sud rend visite à Betsie Verwoerd et à Carel Boshoff à Orania en 1995

En 1980, il succède à Gerrit Viljoen comme président de l'Afrikaner Broederbond, mais doit démissionner en 1983 à cause de son opposition aux réformes constitutionnelles proposées par Pieter Botha. En 1985, il admet publiquement que l'apartheid ne peut pas tenir ni même se justifier du point de vue philosophique et religieux. Dans le même temps, il considère que le concept de nation arc-en-ciel, bien qu'attrayant, ne soit qu'une illusion d'optique qui ne prend pas en compte les réalités de la situation, à savoir que l'Afrique du Sud n'est pas une communauté homogène. En 1986, il est cofondateur d'une organisation culturelle conservatrice, l'Afrikaner Volkswag, par la suite rebaptisé Afrikaner-Vryheidstigting (Fondation pour la liberté des Afrikaners) et dont il prend la présidence. C'est à cette époque qu'il développe le concept de foyer national afrikaner (Volkstaat). En fait, l'idée, chez Boshoff, de créer un bantoustan blanc remonte aux années 1950 et s'inspire de l'expérience des voortrekkers. Isolé dans des revendications communautaires, l'Afrikaner-Vryheidstigting demande l'établissement d'un Volkstaat en Afrique du Sud, mais les membres du mouvement sont considérés par leurs détracteurs comme étant des racistes nostalgiques de la ségrégation. Boshoff contre-attaque en insistant sur les droits culturels des Afrikaners et non plus ceux des blancs en général, abandonnant toute idée de bantoustan blanc.
En 1990, Boshoff et une quarantaine de famille afrikaners rachètent pour 200 000 dollars les 450 hectares de terrains du village abandonné d'Orania dans le désert du Karoo (Province du Cap) au nom d'une société privée, la Vluyteskraal Aandeleblok. Ces terrains ne contiennent alors que des baraquements abandonnés utilisés par le personnel lors de la construction d'un édifice hydraulique. La raison d'être de la nouvelle Orania est entre autres la préservation de la culture et de la langue afrikaans et l'observation d'une stricte pratique religieuse fondée sur le calvinisme. Orania est mal perçue notamment par les sud-africains blancs qui estiment le projet peu crédible. A contrario, l'accueil est meilleur au congrès national africain qui perçoit Orania comme une soupape de sécurité et un antidote au potentiel terrorisme de l'extrême-droite blanche afrikaner. Dès 1990, Boshoff entame des discussions avec Nelson Mandela pour discuter avec lui de l'identité afrikaner et de la possibilité de faire reconnaitre le Volkstaat dans la constitution sud-africaine. Mandela manifeste alors sa sympathie pour les inquiétudes identitaires et culturelles de Boshoff et l'invite à soumettre des propositions à la convention sur les négociations constitutionnelles (CODESA).
Carel Boshoff se retire à Orania, avec l'ensemble de sa famille (dont Betsie Verwoerd, sa belle-mère, et son fils au nom homonymique Carel Boshoff) et d'une centaine de sympathisants, pour faire vivre le Volkstaat et préserver l'héritage culturelle des Afrikaners. Sous sa direction, le village prospère et exporte même ses productions de noix de pécan ou de légumes en Chine et en Angleterre, mais ne connait pas de croissance démographique significative.

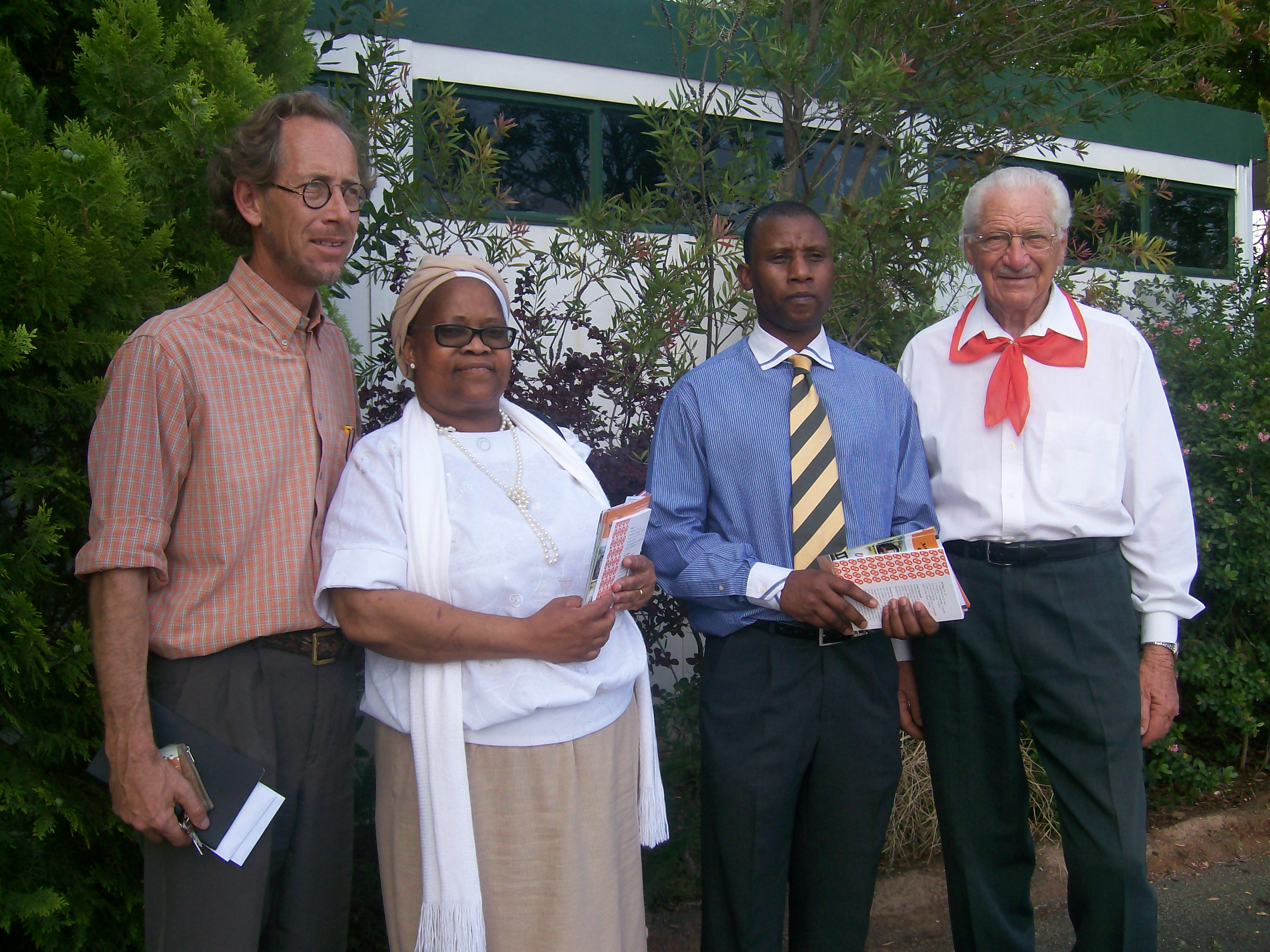
Carel Boshof (fils) et son père Carel Boshof avec des membres de la commission pour la promotion et la protection des droits culturels, religieux et linguistiques communautaires (2009)

En 2009, durant la campagne électorale, il y reçoit Julius Malema puis, en septembre 2010, le président sud-africain Jacob Zuma.
Carel Boshoff meurt des suites d'un cancer le 16 mars 2011 à Orania, âgé de 83 ans. Son décès est marqué par de nombreux hommages publiques de la part des principaux mouvements politiques sud-africains opposés pourtant à ses conceptions séparatistes. Le Congrès national africain (ANC) lui rend ainsi un hommage appuyé tandis que son mouvement de jeunesse exprime le regret « qu'il soit mort avant d'avoir pleinement pu apprécier le caractère non racial apporté par le gouvernement démocratique en Afrique du Sud ». L'Alliance démocratique salue un promoteur des droits des minorités tandis que le congrès du Peuple exprime sa tristesse et déplore la mort d'un « homme dynamique, chaleureux et visionnaire », insistant sur son travail de missionnaire et sur son rôle dans la transformation pacifique de l'Afrique du Sud à la fin de l'apartheid, au niveau tant national que provincial.
Il est enterré au cimetière d'Orania le 19 mars 2011 en présence de 500 personnes dont Manne Dipico, ancien Premier ministre (1994-2004) de la province du Northern Cape, de Boeboe van Wyk, speaker de l'assemblée législative du Northern Cape et de Willie Spies, porte-parole de l'association afrikaner de défense des droits civiques AfriForum.

## Chronologie
| Position                | Organisation                                                                          | Début | Fin  |
| ----------------------- | ------------------------------------------------------------------------------------- | ----- | ---- |
| Président               | Front de la liberté (section de la province du Cap-Nord)                              | 1994  | 2003 |
| Député                  | Assemblée législative du Cap-Nord                                                     | 1994  | 2001 |
| Président               | Orania Bestuurdienste (Pty) Ltd (Mouvement d'Orania)                                  | 1990  | 2011 |
| Président exécutif      | Afrikaner Vryheidstigting                                                             | 1988  | 2011 |
| Président               | Afrikaanse Gereformeerde Bond (église réformée)                                       | 1987  | 2011 |
| Président               | Die Afrikaner Volkswag (Association culturelle)                                       | 1984  | 1999 |
| Chef national           | Die Voortrekkerbeweging (Mouvement Voortrekker)                                       | 1981  | 1988 |
| Président               | Afrikaner Broederbond                                                                 | 1979  | 1983 |
| Président-fondateur     | Institut de recherche missionnaire, Université de Pretoria                            | 1979  | 1988 |
| Doyen                   | Faculté de théologie, Université de Pretoria                                          | 1978  | 1981 |
| Président               | Bureau des relations raciales (Suid-Afrikaanse Buro vir Rasse Aangeleenthede - SABRA) | 1972  | 1999 |
| Professeur émérite      | Université de Pretoria                                                                | 1967  | 1988 |
| Membre                  | Council Rand College of Education                                                     | 1963  | 1979 |
| Secrétaire des Missions | église réformée hollandaise                                                           | 1963  | 1966 |
| Missionnaire            | église réformée hollandaise                                                           | 1953  | 1963 |